# Les Trois Ourses
Les Trois Ourses est une association loi de 1901 qui a pour but de défendre et diffuser des « livres artistiques » pour enfants. Elle conçoit aussi des expositions et des ateliers (workshops, laboratori) en France et en Europe.
Elle est connue pour la diffusion d'œuvres graphiques atypiques destinés aux jeunes lecteurs.

## Histoire
Créée en 1988 par trois bibliothécaires (Odile Belkeddar, Élisabeth Lortic, Annie Mirabel,), l'association est sise dans le 11e arrondissement de Paris. Les fondatrices croisent alors la route de l'artiste italien Bruno Munari, puis de nombreux artistes majeurs qui se tournent vers les « très petits », Enzo Mari, Tana Hoban, Katsumi Komagata, Paul Cox, Marion Bataille Louise-Marie Cumont… Le but de l'association est avant tout « la stimulation précoce de l’imagination des tout-petits, le maintien de leur capacité d’émerveillement vont leur permettre, la vie durant, d’entretenir un dialogue intime, singulier et constructif avec le monde qui les entoure. »
L'illustratrice néerlandaise Gerda Muller est membre d'honneur de l'association.
En mai 2008, l'association a fêté ses 20 ans à la bibliothèque de Limoges par une exposition et une journée d'étude intitulées « 20 ans de livres épatants ! La collection des trois ourses ».

## Quelques auteurs et illustrateurs publiés
- Tana Hoban, Paul Cox, Sophie Curtil, Remy Charlip, Katsumi Komagata.

## Expositions
(Source : archives des Trois ourses)
- 2003 : Livres artistiques tactiles au Centre Pompidou[10]
- 2005 : 
  - « Lire et jouer avec Bruno Munari », Le Grand-Hornu, Belgique
  - « Place à la glace ! », livres cosignés par Samuel Marchak et Vladimir Lebedev, bibliothèque Elsa-Triolet, Pantin
- 2006 : 
  - « La maison des trois ourses », hommage à Rojankovsky, bibliothèque de Gennevilliers
  - « Lire et jouer avec Enzo Mari », théâtre d'O, Montpellier
  - « 1 2 3... Komagata », Farol de sonhos, Cascais, Portugal
- 2007 : 
  - Tana Hoban, « Regarde bien », médiathèque d'Antibes
  - « Tara Books/ The night life of trees », Les Trois Ourses, Paris
  - « Lire et jouer avec Louise Marie-Cumont », Paju, Corée
  - « Dedicato a Munari. 1,2,3... Komagata », Forum Palazzo delle Esposizioni, Rome
- 2008 : « 20 ans de livres épatants ! La collection des trois ourses » bibliothèque francophone multimédia, Limoges
- 2010 :
  - « Meubles de caractères », Francesco Dondina, Docks-en-Seine dans le cadre des Designer's Days, Paris
  - « Animaux à mimer », Rodtchenko, parti communiste du 4e arr. de Paris
  - « I comme Image », Marc Riboud, Maison européenne de la photographie, Paris

Depuis juillet 2011, Les Trois Ourses disposent d'une librairie-galerie dans laquelle sont exposés différents artistes de leur catalogue.

## Ateliers
En 2006, les Trois Ourses ont organisé une table ronde au Centre Pompidou, sur le thème "Livres artistiques tactiles" au Centre Pompidou.